# Blazice
Blazice település Csehországban, Kroměříži járásban. Blazice Vítonice, Bystřice pod Hostýnem, Žákovice, Lipová, Radkova Lhota és Radkovy településekkel határos. Lakosainak száma 204 fő (2024. január 1.).

## Népesség
A település lakosságának változását az alábbi diagram mutatja:
| Lakosok száma | 248  | 293  | 315  | 287  | 232  | 202  | 190  | 193  | 202  | 204  |
|               | 1869 | 1890 | 1921 | 1950 | 1980 | 2001 | 2017 | 2019 | 2022 | 2024 |